# Doopsgezinde kerk (Winterswijk)
De Doopsgezinde kerk, ook wel de Vermaning, is een kerkgebouw voor doopsgezinden in de Nederlandse plaats Winterswijk. De kerk is in 1711 gebouwd als een schuilkerk met een uiterlijk van een pakhuis voor doopsgezinden, voornamelijk families die een eeuw eerder vanuit Bocholt naar Winterswijk waren getrokken. In geval dat er gevaar zou dreigen voor de aanwezigen, werd besloten aan het pand een vluchtgang toe te voegen. De tentdak is hetgeen dat aan de buitenzijde het meest opvalt. Aan de binnenzijde van het dak is in de top een zon aangebracht, verwijzend naar de zon uit Maleachi 4 vers 2. Boven op het dak is een windhaan geplaatst en in 1994 zijn bij een restauratie leipannen als dakbedekking teruggeplaatst. De vensters zijn voorzien van rondbogen.
De kerk is in 1969 aangewezen als rijksmonument.

## Galerij

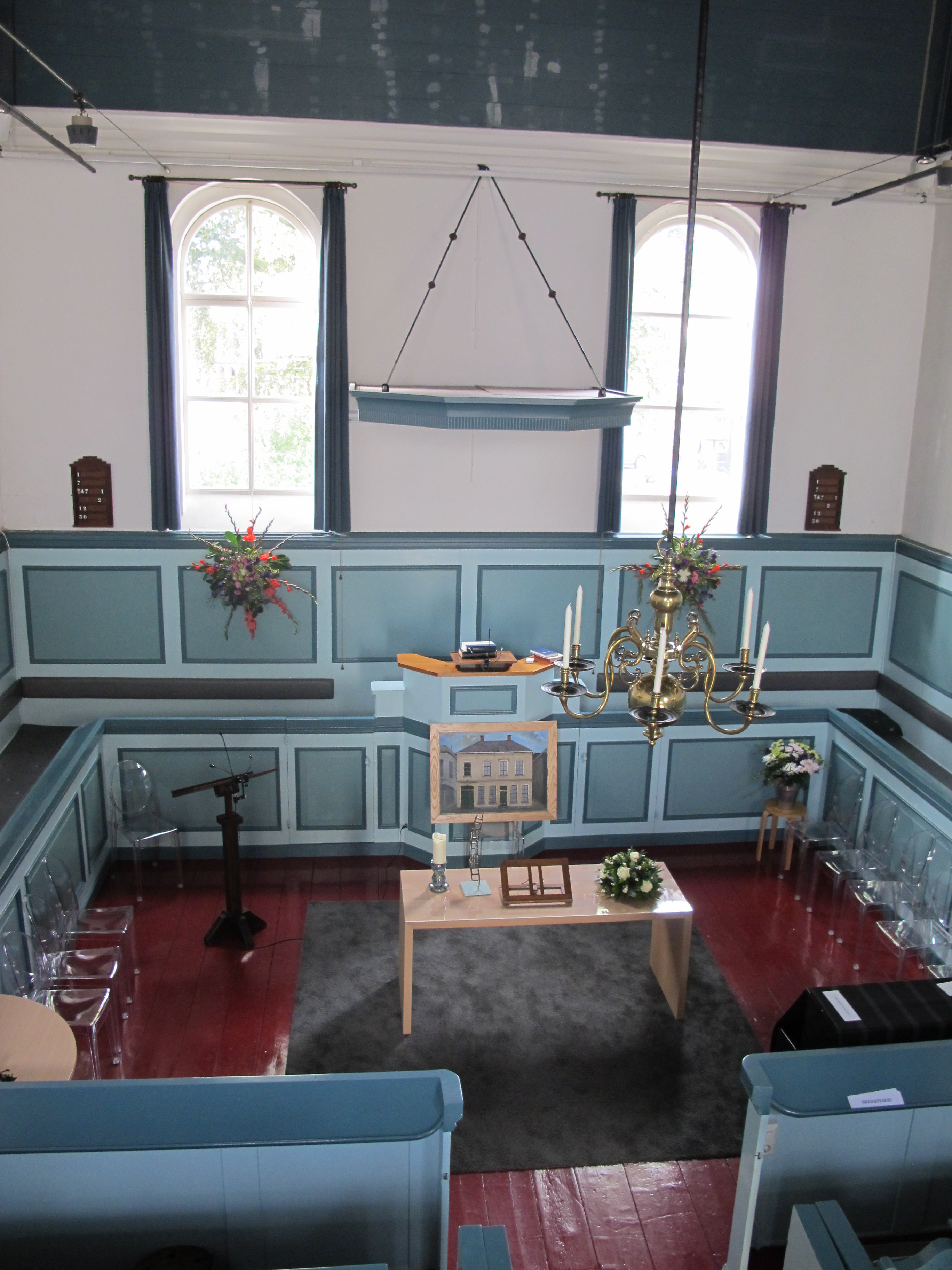
Interieur
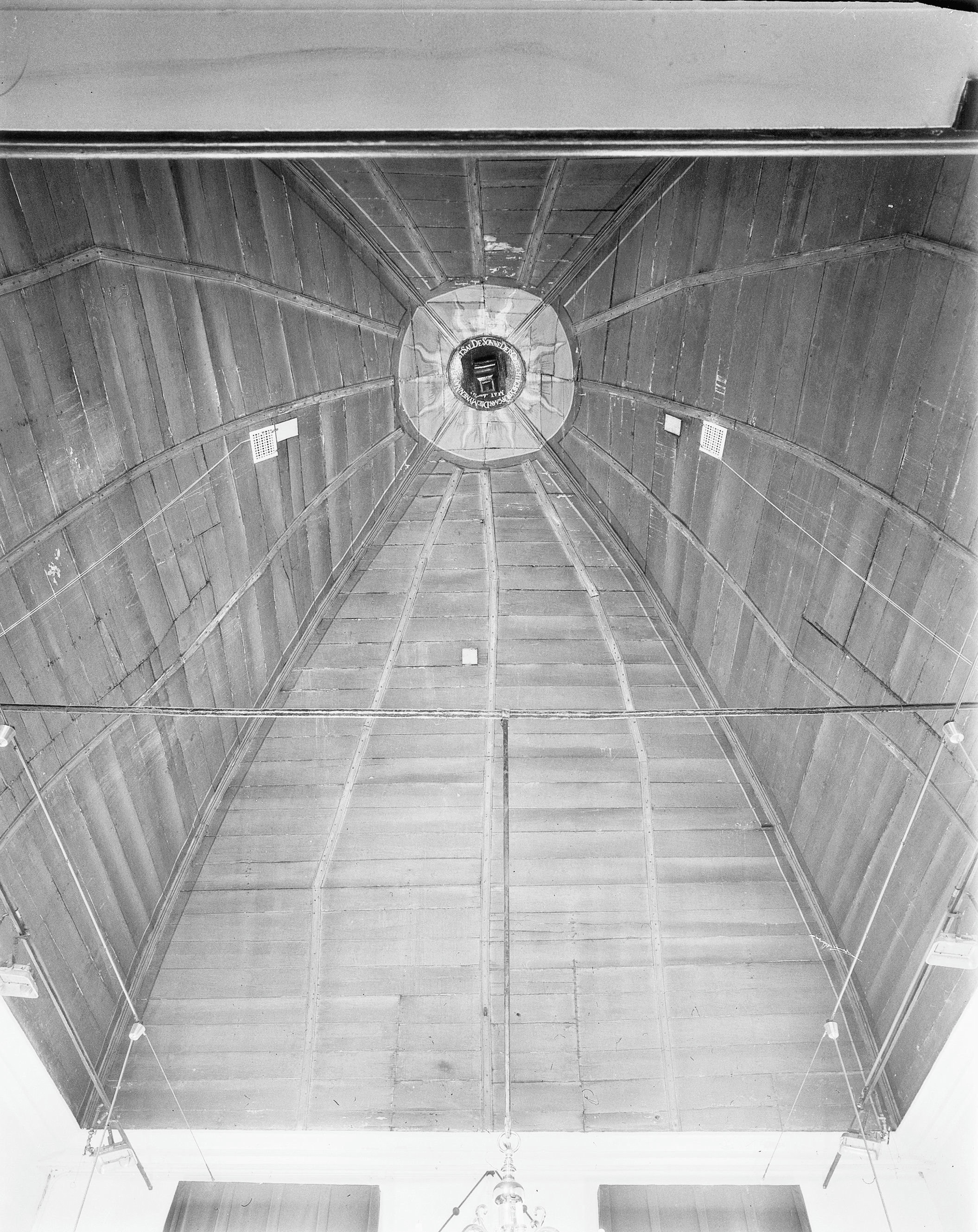
Binnenzijde dak
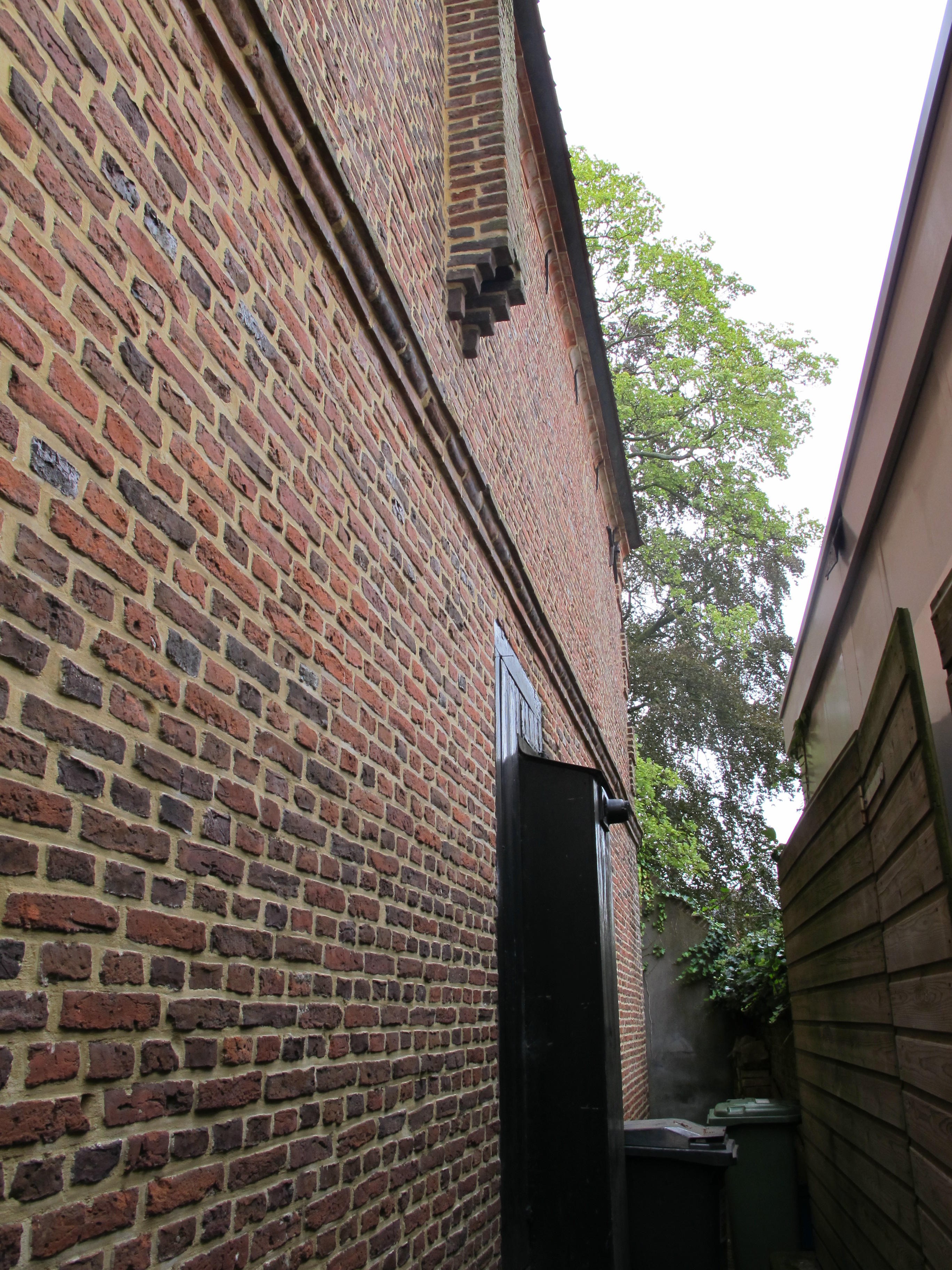
Vluchtsteeg
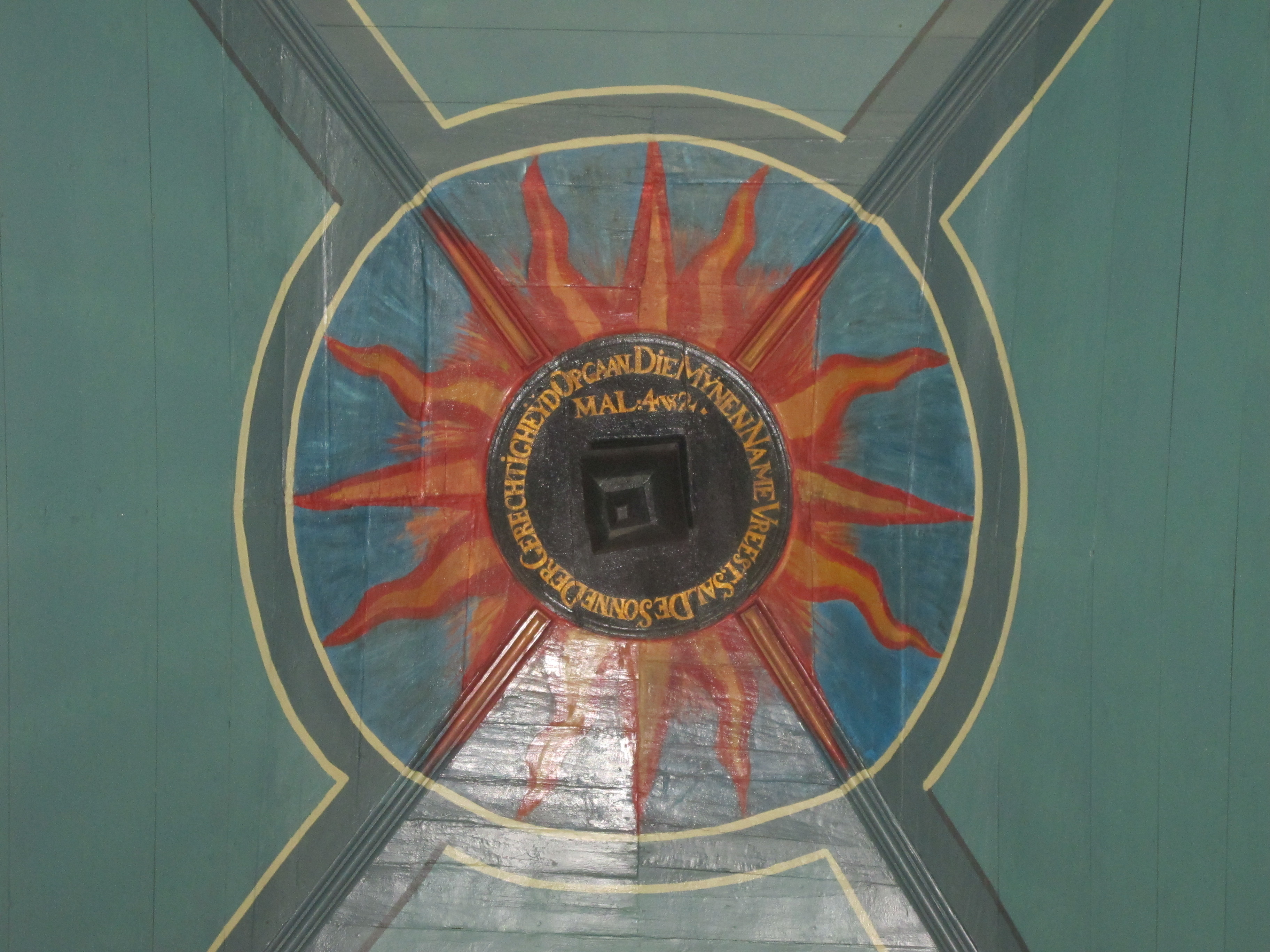
Zon in de top van de kerk